# Capon Bridge (West Virginia)
Capon Bridge er en by i den amerikanske delstat West Virginia. Byen har 420(2020) indbyggere og ligger i det amerikanske county Hampshire County.